# Vlag van Coevorden

De vlag van Coevorden
(sinds 1999)

De vlag van Coevorden werd op 13 juli 1999 bij raadsbesluit aangenomen en is een aanvulling op het huidige gemeentewapen. Ook de vlag werd door het Drents Heraldisch college ontworpen voor de nieuwe gemeente Coevorden. Aanleiding tot de instelling van een nieuwe vlag was de gemeentelijke herindeling van 1998, waarbij Coevorden werd uitgebreid met vier omliggende gemeenten.

## Beschrijving
De vlag kan als volgt worden beschreven:
Hoogte-lengteverhouding 2:3; Vijf hoogtebanen in een verhouding 5:1:8:1:5; over alles heen in het midden een blauw kruis met armen met een breedte van 1/4 van de vlaghoogte, waarop een gele geopende burcht met een hoogte van 1/3 van de vlaghoogte.
Opmerking: niet vermeld is dat de burcht is gevoegd en verlicht van het veld.
Het kruis en de gele banen in de vlag zijn afkomstig uit het gemeentelijk wapen. De kleuren komen voort uit de kleuren die in de vlaggen van de vijf voorgaande gemeentes Sleen, Oosterhesselen, Zweeloo, Dalen en Coevorden werden gebruikt. De gele strepen geven ook de speer en bisschopsstaf uit het wapen weer. Daarnaast staan de vier gele strepen ook symbool voor de zandgronden in de gemeente. 
De vier gele banen tezamen met de blauwe banen staan symbool voor de infrastructuur in de gemeente. Het geel staat symbool voor de rail- en wegverbindingen en het blauw voor waterwegen in de gemeente.
Het gele kasteel is de hoofdplaats van de gemeente, de vier omliggende rode vlakken staan symbool voor de voormalige kernen.

## Eerdere vlag

Vlag van Coevorden
(1968-1999)

Op 2 september 1968 heeft de gemeenteraad van de toenmalige gemeente Coevorden een vlag als gemeentevlag ingesteld die als volgt kan worden beschreven:
Over de scheiding van broeking en vlucht gekwartileerd van geel en zwart; het gele kwartier aan de broekzijde beladen met een rode burcht met drie kantelen, geopend van het veld, het geheel zwart gevoegd en rond de opening een zwart kozijn; in de opening een zwart valhek.
De kleuren van de vlag waren ontleend aan het toenmalige gemeentewapen, evenals de rode burcht; het ontwerp was van G.A. Bontekoe.

## Verwante afbeeldingen

Het wapen van Coevorden (sinds 2000)
Het wapen van Coevorden (1968-2000)
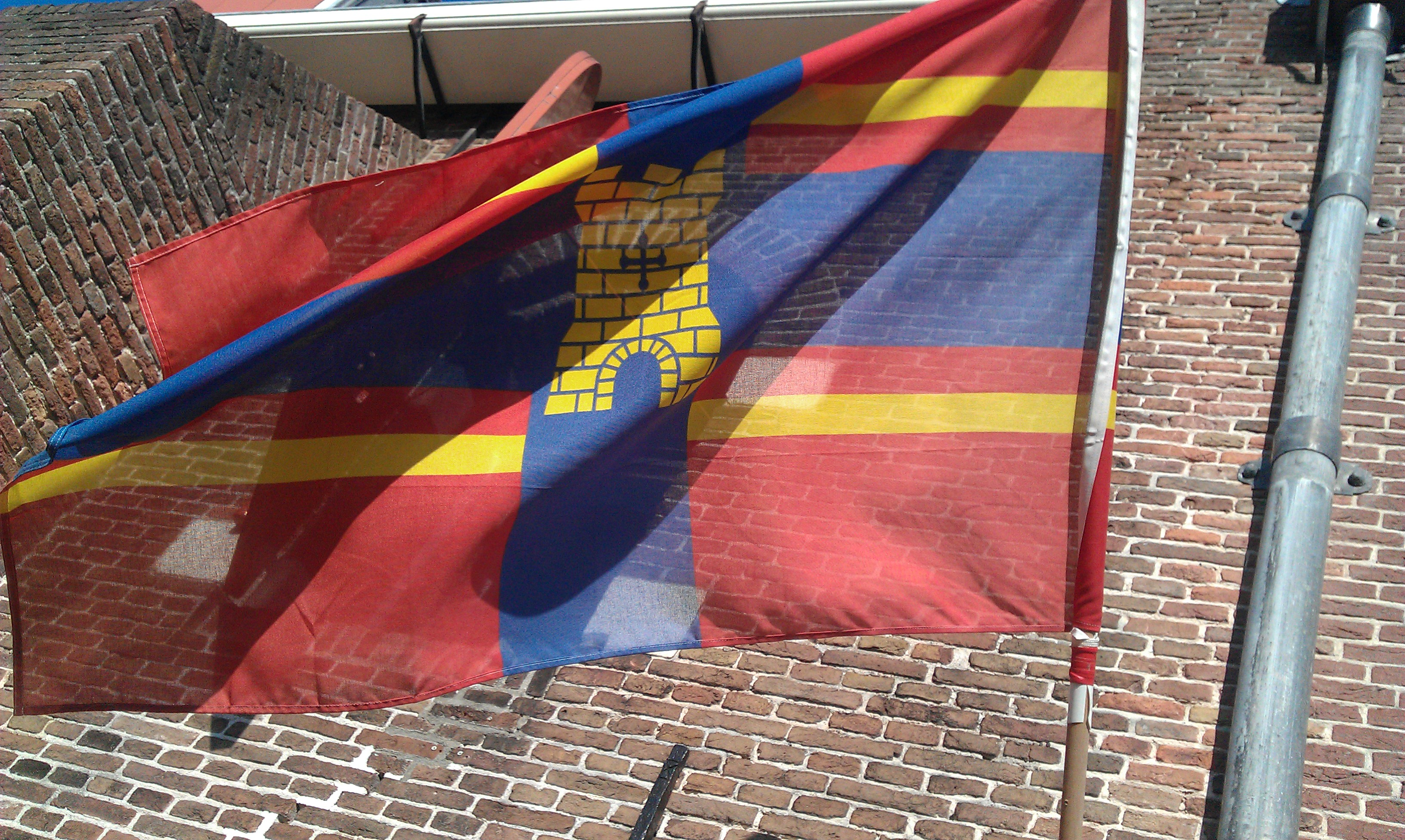
De vlag van Coevorden bij het Stedelijk Museum Coevorden

Aa en Hunze ·
Assen ·
Borger-Odoorn ·
Coevorden ·
De Wolden ·
Emmen ·
Hoogeveen ·
Meppel ·
Midden-Drenthe ·
Noordenveld ·
Tynaarlo ·
Westerveld